# 初狩村
初狩村（はつかりむら）は、山梨県北都留郡にあった村。現在の大月市初狩町各町にあたる。日本電気の社長、会長を務めた小林宏治の出身地である。

## 地理
- 山：高川山、滝子山
- 河川：笹子川

## 歴史
- 1875年（明治8年） - 都留郡中初狩村及び下初狩村が合併して、初狩村が発足する。
- 1878年（明治11年）7月22日 - 郡区町村編制法の施行により、初狩村が北都留郡の所属となる。
- 1889年（明治22年）7月1日 - 町村制の施行により、初狩村の区域をもって、初狩村が発足する。
- 1954年（昭和29年）8月8日 - 大月町、猿橋町、七保町、梁川村、笹子村、初狩村及び賑岡村が合併して、大月市が発足する。

## 交通

### 鉄道路線
- 日本国有鉄道
  - 中央本線
    - 初狩駅

### 道路
- 国道20号

現在は旧村域に中央自動車道の初狩パーキングエリアが所在するが、当時は未開通。